# Chiesa di Santa Maria in Strada
La chiesa di Santa Maria in Strada si trova nel centro storico di Monza, in via Italia. Sorge su un antico convento dei Frati Francescani detti "della Penitenza", che permisero che venisse convertito in un oratorio nel 1348. Il nome della chiesa deriva dal fatto che l'edificio si trovava sulla strada principale che da Monza portava a Milano, chiamata appunto la "Strada". Annessa alla chiesa si trova un piccolo chiostro.

## Storia
Nel 1348 i frati francescani costruirono una nuova chiesa sul sito di un vecchio oratorio ormai in rovina. L'edificio, terminato nel 1357, fu opera dell'architetto milanese Ambrosolius. Circa dieci anni dopo fu costruito il convento francescano del quale si può ancora ammirare il bellissimo chiostro".
Ultimati i lavori di costruzione, la chiesa era caratterizzata da un'unica aula a pianta rettangolare, con un'abside piatta e copertura a capriate a vista. La chiesa viene successivamente ingrandita ed impreziosita nel 1421 con l'aggiunta del coro, della sagrestia e del campanile. Nel 1610, su ordine dell'arcivescovo Carlo Borromeo, viene costruita la volta a botte, con la chiusura delle slanciate monofore e delle finestre del coro. L'architetto Giovanni Battista Riccardi nel 1756 coordina un radicale intervento che porta alla costruzione di un cornicione alla base della volta e di alcune lesene in stucco, alla ricostruzione dell'altare maggiore in marmo e bronzo dorato e all'apertura delle cappelle. Nel 1798 il convento diventa chiesa distrettuale della parrocchia del duomo e nel 1862 viene utilizzato come scuola materna. Nel 1870 l'architetto Carlo Maciachini si occupa del restauro della facciata.

## Descrizione

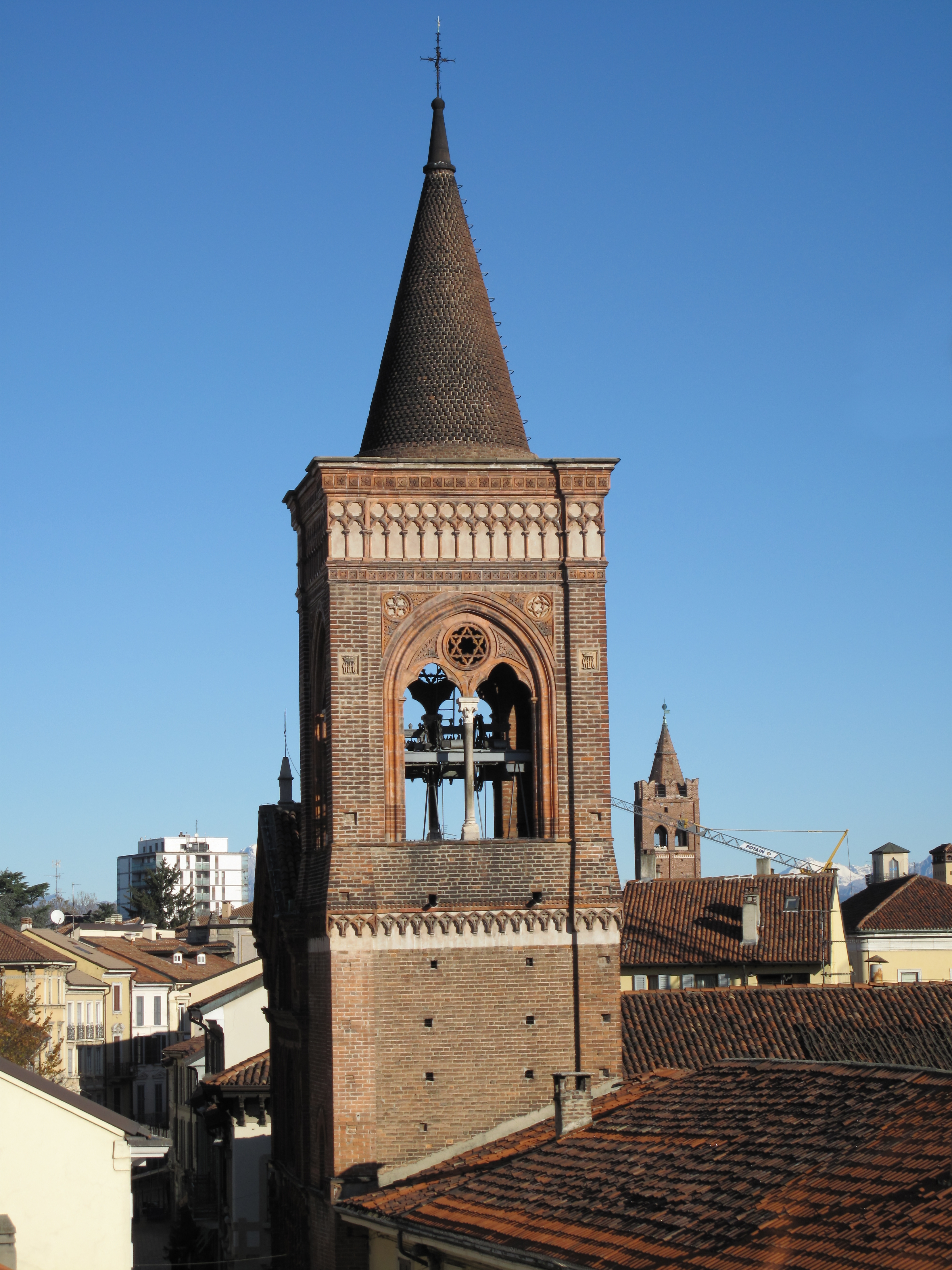
Il campanile (si noti l'utilizzo della Stella di Davide come motivo ornamentale, non ancora associato in maniera univoca con l'ebraismo).

La facciata a capanna, in mattoni, è ricca di elementi e decorazioni geometriche. È composta da fasce orizzontali separate da cornici. Il portale è composto da un arco in cotto e da spalle e architrave in marmo di origine ottocentesca. Sopra il portale si trova una fascia di finte edicole che riportano alcune tracce di affreschi trecenteschi, tranne per quelle centrali, che sono tre finestre. Nella terza fascia abbiamo delle decorazioni sempre più ricche in terracotta. Al centro troviamo un rosone con decorazioni concentriche tra due finestre bifore ad arco acuto in cornici quadrate. La decorazione della parte sommitale è unicamente composta da una statua della Madonna con Bambino, a grandezza quasi naturale, tra due cerchi e archetti pensili che coronano il bordo superiore della facciata.
Il campanile, sulla destra guardando la facciata, originariamente alto quanto la facciata, è decorato con bifore, archetti pensili e cuspide aggiunti dal Maciachini.
L'interno della chiesa è diviso nell'ampia aula rettangolare, il coro semiottagonale e il presbiterio. Gli altari secondari, sui lati della Chiesa, sono decorati con affreschi, tra cui la pala del Trasporto dell'icona della Madonna del Buon Consiglio del 1756 di Federico Ferrario. L'Altare Maggiore risale al 1756 ed è costituito da marmo, pietre dure e bronzi. Di particolare pregio sono gli affreschi del presbiterio e del coro, realizzati da Giambattista Gariboldi, tra cui un'Assunzione della Vergine (nel presbiterio) e una Gloria di Sant'Agostino (nel coro).

## Galleria d'immagini

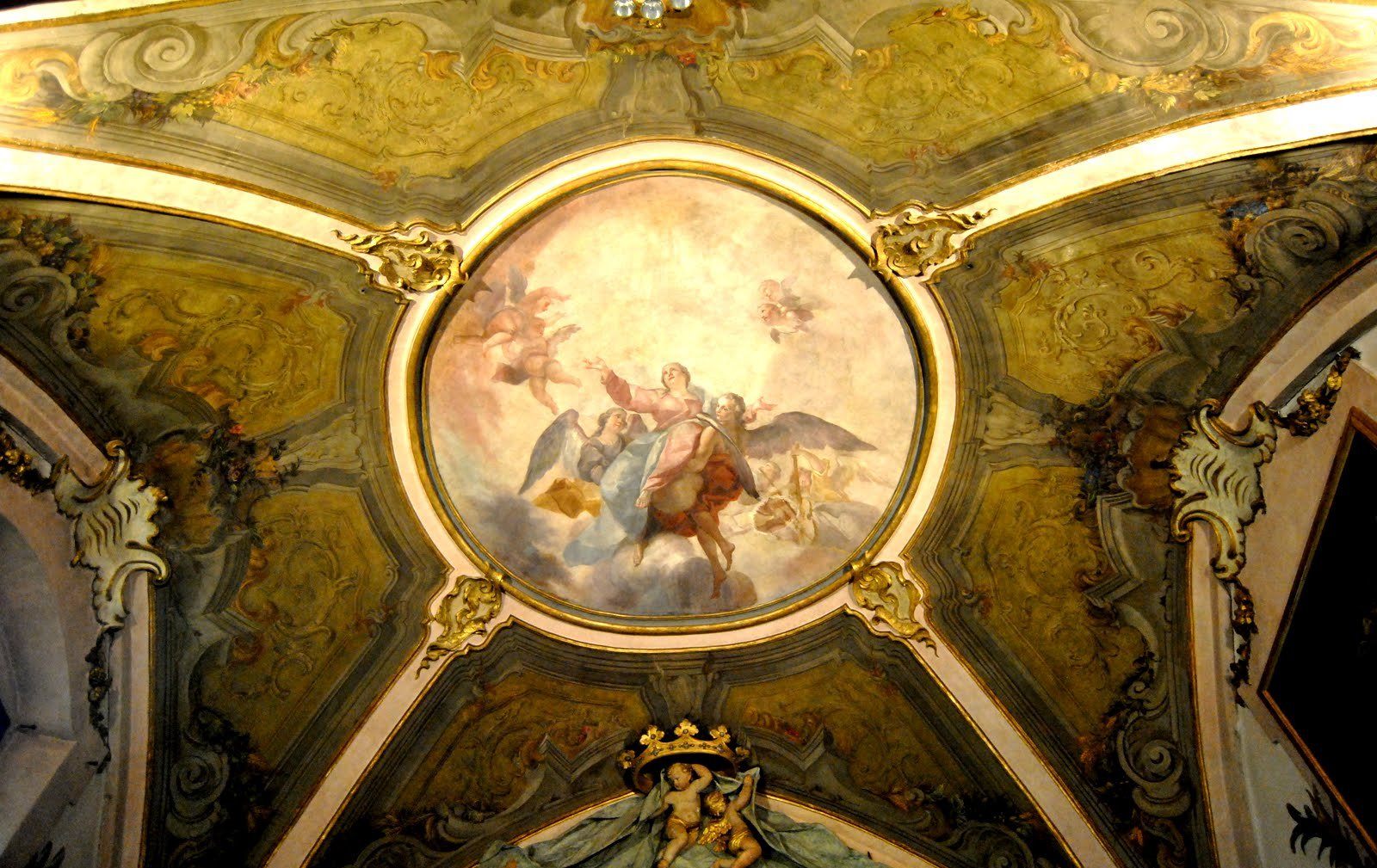
Chiesa di Santa Maria in Strada
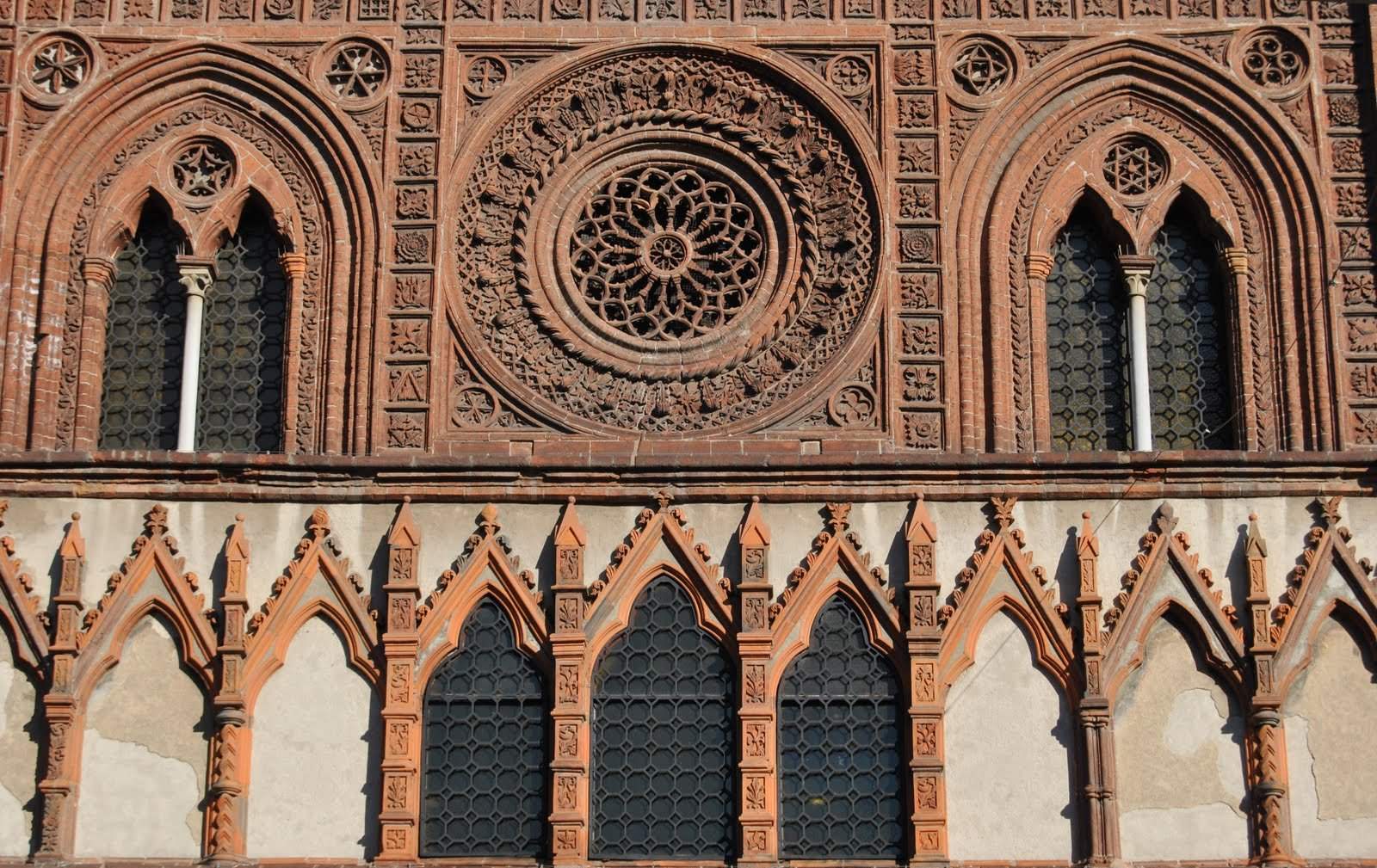
Chiesa di Santa Maria in Strada
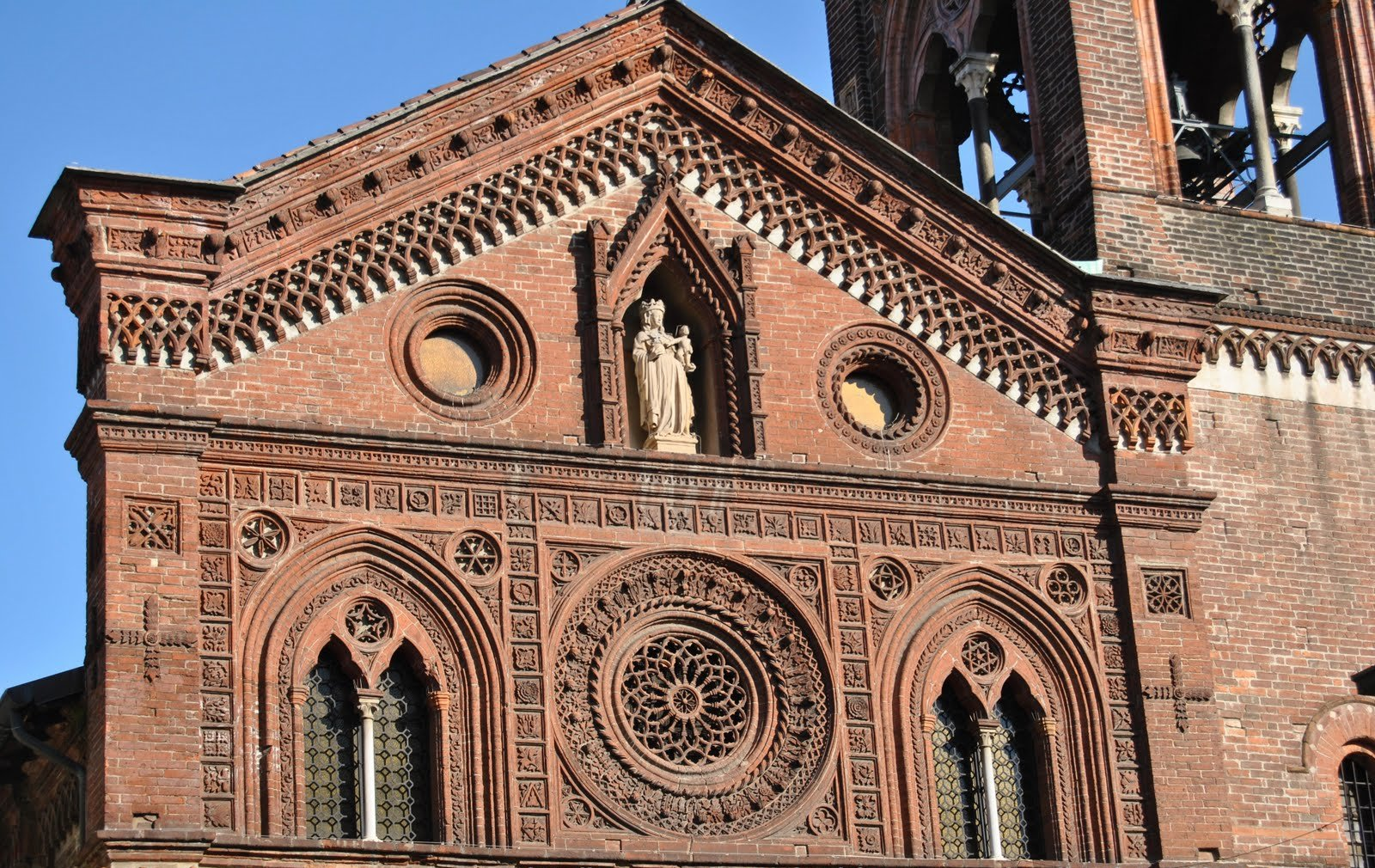
Chiesa di Santa Maria in Strada
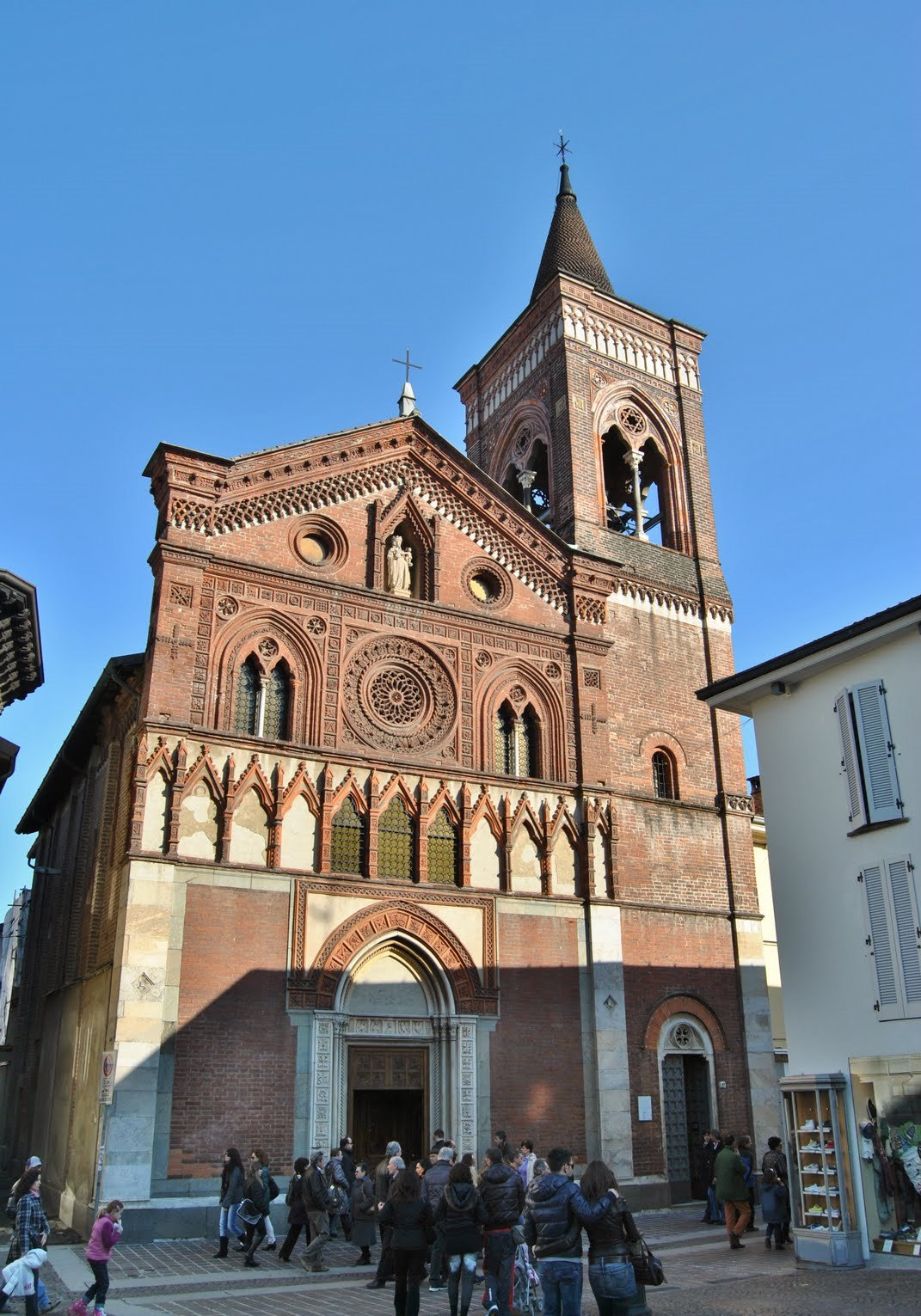
Chiesa di Santa Maria in Strada